# 1841
Portal Geschichte | Portal Biografien | Aktuelle Ereignisse | Jahreskalender | Tagesartikel

◄ |
18. Jahrhundert |
19. Jahrhundert
| 20. Jahrhundert | ►

◄ |
1810er |
1820er |
1830er |
1840er
| 1850er | 1860er | 1870er | ►

◄◄ |
◄ |
1837 |
1838 |
1839 |
1840 |
1841
| 1842 | 1843 | 1844 | 1845 | ► | ►►
Staatsoberhäupter · Wahlen · Nekrolog   · Musikjahr
| Januar | Januar | Januar | Januar | Januar | Januar | Januar | Januar |
| Kw     | Mo     | Di     | Mi     | Do     | Fr     | Sa     | So     |
| ------ | ------ | ------ | ------ | ------ | ------ | ------ | ------ |
| 53     |        |        |        |        | 1      | 2      | 3      |
| 1      | 4      | 5      | 6      | 7      | 8      | 9      | 10     |
| 2      | 11     | 12     | 13     | 14     | 15     | 16     | 17     |
| 3      | 18     | 19     | 20     | 21     | 22     | 23     | 24     |
| 4      | 25     | 26     | 27     | 28     | 29     | 30     | 31     |

| Februar | Februar | Februar | Februar | Februar | Februar | Februar | Februar |
| Kw      | Mo      | Di      | Mi      | Do      | Fr      | Sa      | So      |
| ------- | ------- | ------- | ------- | ------- | ------- | ------- | ------- |
| 5       | 1       | 2       | 3       | 4       | 5       | 6       | 7       |
| 6       | 8       | 9       | 10      | 11      | 12      | 13      | 14      |
| 7       | 15      | 16      | 17      | 18      | 19      | 20      | 21      |
| 8       | 22      | 23      | 24      | 25      | 26      | 27      | 28      |

| März | März | März | März | März | März | März | März |
| Kw   | Mo   | Di   | Mi   | Do   | Fr   | Sa   | So   |
| ---- | ---- | ---- | ---- | ---- | ---- | ---- | ---- |
| 9    | 1    | 2    | 3    | 4    | 5    | 6    | 7    |
| 10   | 8    | 9    | 10   | 11   | 12   | 13   | 14   |
| 11   | 15   | 16   | 17   | 18   | 19   | 20   | 21   |
| 12   | 22   | 23   | 24   | 25   | 26   | 27   | 28   |
| 13   | 29   | 30   | 31   |      |      |      |      |

| April | April | April | April | April | April | April | April |
| Kw    | Mo    | Di    | Mi    | Do    | Fr    | Sa    | So    |
| ----- | ----- | ----- | ----- | ----- | ----- | ----- | ----- |
| 13    |       |       |       | 1     | 2     | 3     | 4     |
| 14    | 5     | 6     | 7     | 8     | 9     | 10    | 11    |
| 15    | 12    | 13    | 14    | 15    | 16    | 17    | 18    |
| 16    | 19    | 20    | 21    | 22    | 23    | 24    | 25    |
| 17    | 26    | 27    | 28    | 29    | 30    |       |       |

| Mai | Mai | Mai | Mai | Mai | Mai | Mai | Mai |
| Kw  | Mo  | Di  | Mi  | Do  | Fr  | Sa  | So  |
| --- | --- | --- | --- | --- | --- | --- | --- |
| 17  |     |     |     |     |     | 1   | 2   |
| 18  | 3   | 4   | 5   | 6   | 7   | 8   | 9   |
| 19  | 10  | 11  | 12  | 13  | 14  | 15  | 16  |
| 20  | 17  | 18  | 19  | 20  | 21  | 22  | 23  |
| 21  | 24  | 25  | 26  | 27  | 28  | 29  | 30  |
| 22  | 31  |     |     |     |     |     |     |

| Juni | Juni | Juni | Juni | Juni | Juni | Juni | Juni |
| Kw   | Mo   | Di   | Mi   | Do   | Fr   | Sa   | So   |
| ---- | ---- | ---- | ---- | ---- | ---- | ---- | ---- |
| 22   |      | 1    | 2    | 3    | 4    | 5    | 6    |
| 23   | 7    | 8    | 9    | 10   | 11   | 12   | 13   |
| 24   | 14   | 15   | 16   | 17   | 18   | 19   | 20   |
| 25   | 21   | 22   | 23   | 24   | 25   | 26   | 27   |
| 26   | 28   | 29   | 30   |      |      |      |      |

| Juli | Juli | Juli | Juli | Juli | Juli | Juli | Juli |
| Kw   | Mo   | Di   | Mi   | Do   | Fr   | Sa   | So   |
| ---- | ---- | ---- | ---- | ---- | ---- | ---- | ---- |
| 26   |      |      |      | 1    | 2    | 3    | 4    |
| 27   | 5    | 6    | 7    | 8    | 9    | 10   | 11   |
| 28   | 12   | 13   | 14   | 15   | 16   | 17   | 18   |
| 29   | 19   | 20   | 21   | 22   | 23   | 24   | 25   |
| 30   | 26   | 27   | 28   | 29   | 30   | 31   |      |

| August | August | August | August | August | August | August | August |
| Kw     | Mo     | Di     | Mi     | Do     | Fr     | Sa     | So     |
| ------ | ------ | ------ | ------ | ------ | ------ | ------ | ------ |
| 30     |        |        |        |        |        |        | 1      |
| 31     | 2      | 3      | 4      | 5      | 6      | 7      | 8      |
| 32     | 9      | 10     | 11     | 12     | 13     | 14     | 15     |
| 33     | 16     | 17     | 18     | 19     | 20     | 21     | 22     |
| 34     | 23     | 24     | 25     | 26     | 27     | 28     | 29     |
| 35     | 30     | 31     |        |        |        |        |        |

| September | September | September | September | September | September | September | September |
| Kw        | Mo        | Di        | Mi        | Do        | Fr        | Sa        | So        |
| --------- | --------- | --------- | --------- | --------- | --------- | --------- | --------- |
| 35        |           |           | 1         | 2         | 3         | 4         | 5         |
| 36        | 6         | 7         | 8         | 9         | 10        | 11        | 12        |
| 37        | 13        | 14        | 15        | 16        | 17        | 18        | 19        |
| 38        | 20        | 21        | 22        | 23        | 24        | 25        | 26        |
| 39        | 27        | 28        | 29        | 30        |           |           |           |

| Oktober | Oktober | Oktober | Oktober | Oktober | Oktober | Oktober | Oktober |
| Kw      | Mo      | Di      | Mi      | Do      | Fr      | Sa      | So      |
| ------- | ------- | ------- | ------- | ------- | ------- | ------- | ------- |
| 39      |         |         |         |         | 1       | 2       | 3       |
| 40      | 4       | 5       | 6       | 7       | 8       | 9       | 10      |
| 41      | 11      | 12      | 13      | 14      | 15      | 16      | 17      |
| 42      | 18      | 19      | 20      | 21      | 22      | 23      | 24      |
| 43      | 25      | 26      | 27      | 28      | 29      | 30      | 31      |

| November | November | November | November | November | November | November | November |
| Kw       | Mo       | Di       | Mi       | Do       | Fr       | Sa       | So       |
| -------- | -------- | -------- | -------- | -------- | -------- | -------- | -------- |
| 44       | 1        | 2        | 3        | 4        | 5        | 6        | 7        |
| 45       | 8        | 9        | 10       | 11       | 12       | 13       | 14       |
| 46       | 15       | 16       | 17       | 18       | 19       | 20       | 21       |
| 47       | 22       | 23       | 24       | 25       | 26       | 27       | 28       |
| 48       | 29       | 30       |          |          |          |          |          |

| Dezember | Dezember | Dezember | Dezember | Dezember | Dezember | Dezember | Dezember |
| Kw       | Mo       | Di       | Mi       | Do       | Fr       | Sa       | So       |
| -------- | -------- | -------- | -------- | -------- | -------- | -------- | -------- |
| 48       |          |          | 1        | 2        | 3        | 4        | 5        |
| 49       | 6        | 7        | 8        | 9        | 10       | 11       | 12       |
| 50       | 13       | 14       | 15       | 16       | 17       | 18       | 19       |
| 51       | 20       | 21       | 22       | 23       | 24       | 25       | 26       |
| 52       | 27       | 28       | 29       | 30       | 31       |          |          |

| Januar | Januar | Januar | Januar | Januar | Januar | Januar | Januar |
| Kw     | Mo     | Di     | Mi     | Do     | Fr     | Sa     | So     |
| ------ | ------ | ------ | ------ | ------ | ------ | ------ | ------ |
| 53     |        |        |        |        | 1      | 2      | 3      |
| 1      | 4      | 5      | 6      | 7      | 8      | 9      | 10     |
| 2      | 11     | 12     | 13     | 14     | 15     | 16     | 17     |
| 3      | 18     | 19     | 20     | 21     | 22     | 23     | 24     |
| 4      | 25     | 26     | 27     | 28     | 29     | 30     | 31     |

| Februar | Februar | Februar | Februar | Februar | Februar | Februar | Februar |
| Kw      | Mo      | Di      | Mi      | Do      | Fr      | Sa      | So      |
| ------- | ------- | ------- | ------- | ------- | ------- | ------- | ------- |
| 5       | 1       | 2       | 3       | 4       | 5       | 6       | 7       |
| 6       | 8       | 9       | 10      | 11      | 12      | 13      | 14      |
| 7       | 15      | 16      | 17      | 18      | 19      | 20      | 21      |
| 8       | 22      | 23      | 24      | 25      | 26      | 27      | 28      |

| März | März | März | März | März | März | März | März |
| Kw   | Mo   | Di   | Mi   | Do   | Fr   | Sa   | So   |
| ---- | ---- | ---- | ---- | ---- | ---- | ---- | ---- |
| 9    | 1    | 2    | 3    | 4    | 5    | 6    | 7    |
| 10   | 8    | 9    | 10   | 11   | 12   | 13   | 14   |
| 11   | 15   | 16   | 17   | 18   | 19   | 20   | 21   |
| 12   | 22   | 23   | 24   | 25   | 26   | 27   | 28   |
| 13   | 29   | 30   | 31   |      |      |      |      |

| April | April | April | April | April | April | April | April |
| Kw    | Mo    | Di    | Mi    | Do    | Fr    | Sa    | So    |
| ----- | ----- | ----- | ----- | ----- | ----- | ----- | ----- |
| 13    |       |       |       | 1     | 2     | 3     | 4     |
| 14    | 5     | 6     | 7     | 8     | 9     | 10    | 11    |
| 15    | 12    | 13    | 14    | 15    | 16    | 17    | 18    |
| 16    | 19    | 20    | 21    | 22    | 23    | 24    | 25    |
| 17    | 26    | 27    | 28    | 29    | 30    |       |       |

| Mai | Mai | Mai | Mai | Mai | Mai | Mai | Mai |
| Kw  | Mo  | Di  | Mi  | Do  | Fr  | Sa  | So  |
| --- | --- | --- | --- | --- | --- | --- | --- |
| 17  |     |     |     |     |     | 1   | 2   |
| 18  | 3   | 4   | 5   | 6   | 7   | 8   | 9   |
| 19  | 10  | 11  | 12  | 13  | 14  | 15  | 16  |
| 20  | 17  | 18  | 19  | 20  | 21  | 22  | 23  |
| 21  | 24  | 25  | 26  | 27  | 28  | 29  | 30  |
| 22  | 31  |     |     |     |     |     |     |

| Juni | Juni | Juni | Juni | Juni | Juni | Juni | Juni |
| Kw   | Mo   | Di   | Mi   | Do   | Fr   | Sa   | So   |
| ---- | ---- | ---- | ---- | ---- | ---- | ---- | ---- |
| 22   |      | 1    | 2    | 3    | 4    | 5    | 6    |
| 23   | 7    | 8    | 9    | 10   | 11   | 12   | 13   |
| 24   | 14   | 15   | 16   | 17   | 18   | 19   | 20   |
| 25   | 21   | 22   | 23   | 24   | 25   | 26   | 27   |
| 26   | 28   | 29   | 30   |      |      |      |      |

| Juli | Juli | Juli | Juli | Juli | Juli | Juli | Juli |
| Kw   | Mo   | Di   | Mi   | Do   | Fr   | Sa   | So   |
| ---- | ---- | ---- | ---- | ---- | ---- | ---- | ---- |
| 26   |      |      |      | 1    | 2    | 3    | 4    |
| 27   | 5    | 6    | 7    | 8    | 9    | 10   | 11   |
| 28   | 12   | 13   | 14   | 15   | 16   | 17   | 18   |
| 29   | 19   | 20   | 21   | 22   | 23   | 24   | 25   |
| 30   | 26   | 27   | 28   | 29   | 30   | 31   |      |

| August | August | August | August | August | August | August | August |
| Kw     | Mo     | Di     | Mi     | Do     | Fr     | Sa     | So     |
| ------ | ------ | ------ | ------ | ------ | ------ | ------ | ------ |
| 30     |        |        |        |        |        |        | 1      |
| 31     | 2      | 3      | 4      | 5      | 6      | 7      | 8      |
| 32     | 9      | 10     | 11     | 12     | 13     | 14     | 15     |
| 33     | 16     | 17     | 18     | 19     | 20     | 21     | 22     |
| 34     | 23     | 24     | 25     | 26     | 27     | 28     | 29     |
| 35     | 30     | 31     |        |        |        |        |        |

| September | September | September | September | September | September | September | September |
| Kw        | Mo        | Di        | Mi        | Do        | Fr        | Sa        | So        |
| --------- | --------- | --------- | --------- | --------- | --------- | --------- | --------- |
| 35        |           |           | 1         | 2         | 3         | 4         | 5         |
| 36        | 6         | 7         | 8         | 9         | 10        | 11        | 12        |
| 37        | 13        | 14        | 15        | 16        | 17        | 18        | 19        |
| 38        | 20        | 21        | 22        | 23        | 24        | 25        | 26        |
| 39        | 27        | 28        | 29        | 30        |           |           |           |

| Oktober | Oktober | Oktober | Oktober | Oktober | Oktober | Oktober | Oktober |
| Kw      | Mo      | Di      | Mi      | Do      | Fr      | Sa      | So      |
| ------- | ------- | ------- | ------- | ------- | ------- | ------- | ------- |
| 39      |         |         |         |         | 1       | 2       | 3       |
| 40      | 4       | 5       | 6       | 7       | 8       | 9       | 10      |
| 41      | 11      | 12      | 13      | 14      | 15      | 16      | 17      |
| 42      | 18      | 19      | 20      | 21      | 22      | 23      | 24      |
| 43      | 25      | 26      | 27      | 28      | 29      | 30      | 31      |

| November | November | November | November | November | November | November | November |
| Kw       | Mo       | Di       | Mi       | Do       | Fr       | Sa       | So       |
| -------- | -------- | -------- | -------- | -------- | -------- | -------- | -------- |
| 44       | 1        | 2        | 3        | 4        | 5        | 6        | 7        |
| 45       | 8        | 9        | 10       | 11       | 12       | 13       | 14       |
| 46       | 15       | 16       | 17       | 18       | 19       | 20       | 21       |
| 47       | 22       | 23       | 24       | 25       | 26       | 27       | 28       |
| 48       | 29       | 30       |          |          |          |          |          |

| Dezember | Dezember | Dezember | Dezember | Dezember | Dezember | Dezember | Dezember |
| Kw       | Mo       | Di       | Mi       | Do       | Fr       | Sa       | So       |
| -------- | -------- | -------- | -------- | -------- | -------- | -------- | -------- |
| 48       |          |          | 1        | 2        | 3        | 4        | 5        |
| 49       | 6        | 7        | 8        | 9        | 10       | 11       | 12       |
| 50       | 13       | 14       | 15       | 16       | 17       | 18       | 19       |
| 51       | 20       | 21       | 22       | 23       | 24       | 25       | 26       |
| 52       | 27       | 28       | 29       | 30       | 31       |          |          |

## Ereignisse

### Politik und Weltgeschehen

#### Eidgenossenschaft

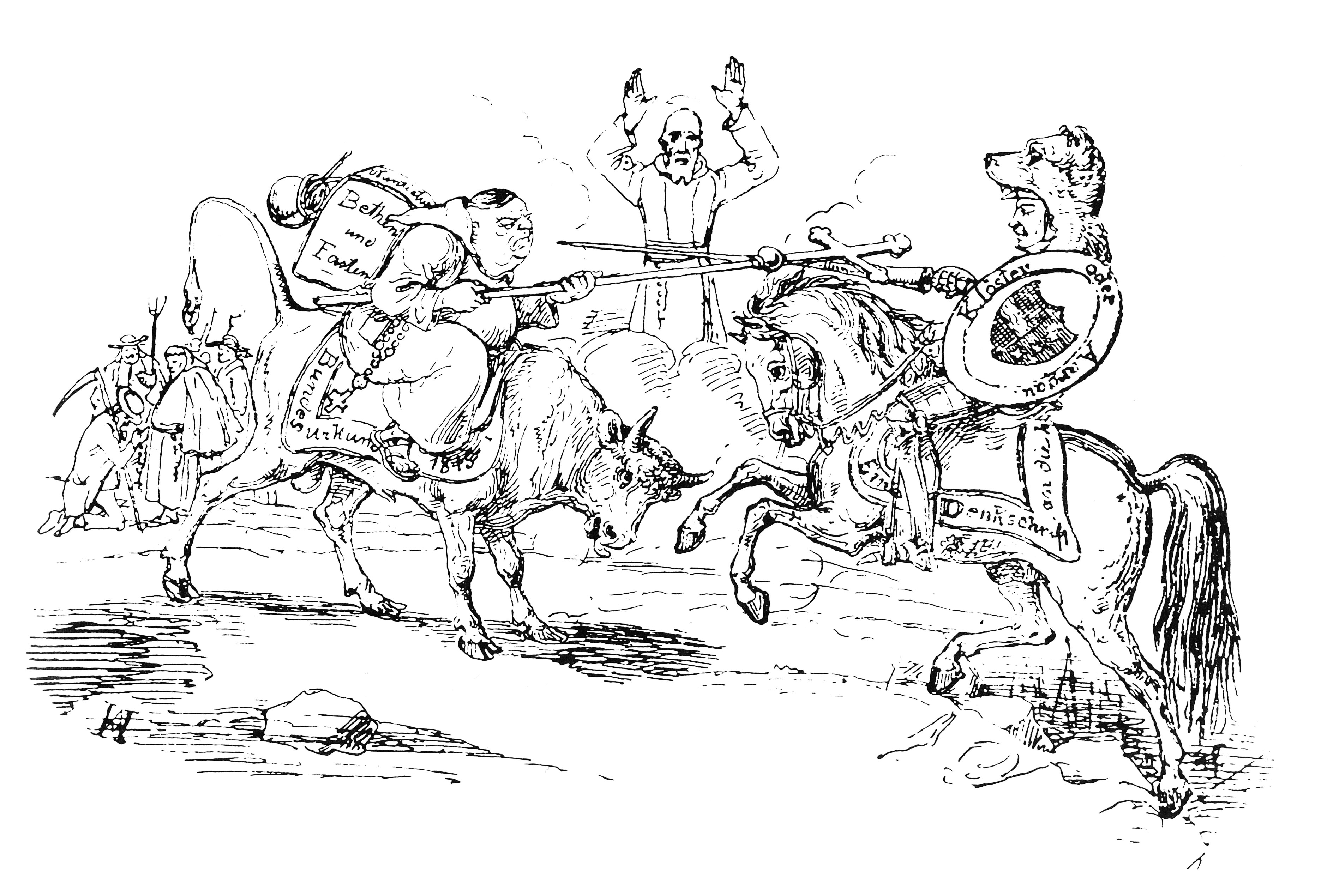
Katholiken und Liberale streiten um die Aargauer Klöster, Karikatur vom 25. März

- 10. Januar: Die Verhaftung der Mitglieder des katholisch-konservativen Bünzer Komitees führt zu einem bewaffneten Aufstand im Freiamt im Schweizer Kanton Aargau.
- 13. Januar: Die Aufhebung aller Klöster im Schweizer Kanton Aargau führt zum Aargauer Klosterstreit.

#### Weitere Ereignisse in Europa
- 13. Juli: Im Dardanellen-Vertrag der europäischen Großmächte mit dem Osmanischen Reich wird die Passage von Kriegsschiffen durch die Dardanellen verboten, ausgenommen türkische Kriegsschiffe und – im Kriegsfall – Schiffe der Verbündeten des Sultans.
- 2. Oktober: Nach dem kinderlosen Tod von Honoré V. wird sein Bruder Florestan Fürst von Monaco aus dem Haus Grimaldi.
- 20. Dezember: In London wird der Quintupelvertrag unterzeichnet, welcher auf die Unterdrückung von Sklavenhandel abzielt. Während Großbritannien, Österreich, Preußen und Russland den Vertrag anschließend ratifizieren, geschieht dies in Frankreich nicht.

#### Erster Opiumkrieg in China

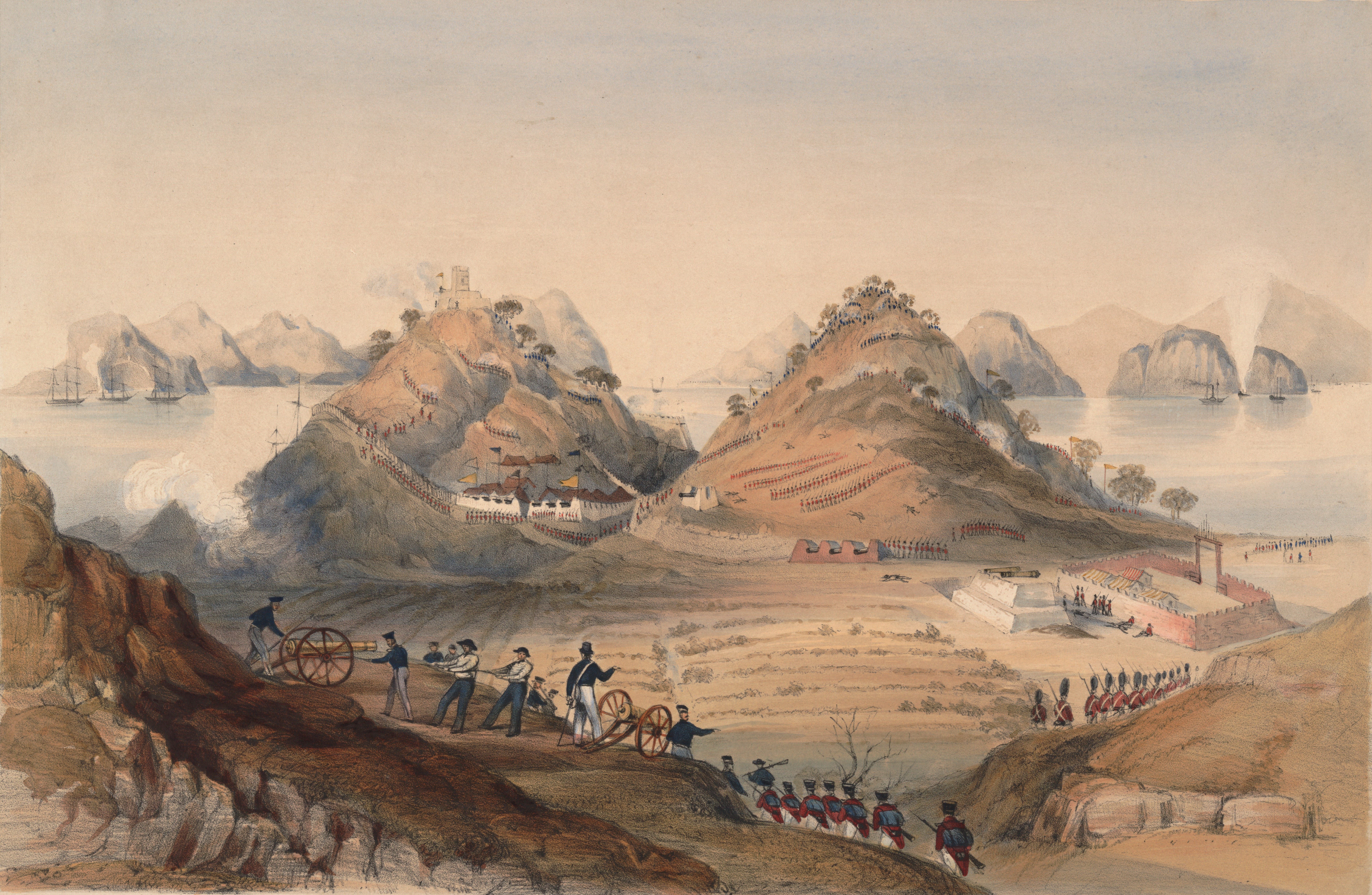
Schlacht von Chuenpi

- 7. Januar: In der Schlacht von Chuenpi greifen britische Schiffe und Bodentruppen die chinesische Küstenverteidigung im Bocca Tigris vor der Stadt Kanton an. Die britischen Kräfte fügen den chinesischen Verteidigern schwere Verluste zu. Als Resultat stimmt der chinesische Oberbefehlshaber Qishan Verhandlungen mit den Briten zu, die allerdings an der Ablehnung des Kaisers Daoguang scheitern.
- 20. Januar: Großbritannien besetzt die chinesische Stadt Hongkong. Erster Gouverneur wird Henry Pottinger. Dieser erobert im August auch noch die Städte Xiamen, Ningbo und Zhoushan.
- 23. bis 26. Februar: In der Schlacht am Humen gelingt es der britischen Expeditionsflotte unter Charles Elliot, die Küstenbefestigungen am Schifffahrtsweg zur südchinesischen Stadt Kanton unter ihre Kontrolle zu bringen.
- 18. März: In der Erste Schlacht bei Kanton erobert die britische Expeditionsflotte die Dreizehn Faktoreien in Kanton, welche bis zur Unterbrechung der Handelsbeziehungen als Exporthafen für die europäischen Kaufleute gedient haben. Zum Zeitpunkt der Schlacht hat bereits 90 % der Bevölkerung die Stadt entgegen den Befehlen des Qing-Militärs verlassen. Nach der Schlacht wendet sich Elliot an Yang Fang und fordert ihn auf, den Kantonhandel wieder zuzulassen, ansonsten würden sich die britischen Truppen nicht wieder aus der Stadt entfernen. Entgegen den Befehlen des Kaisers lässt Yang Fang den Handel ab dem 21. März wieder zu.
- 21. bis 26. Mai: In der zweiten Schlacht bei Kanton zerschlagen britische Truppen den organisierten Widerstand chinesischer Truppen bei Kanton nach einem gescheiterten Angriff des Qing-Militärs. Der Befehlshaber der Chinesen wird durch die militärische Lage zum Abschluss eines Waffenstillstands mit den Briten gezwungen. Nach dessen Erfüllung räumen die Briten die direkte Umgebung der Stadt gegen diplomatische Zugeständnisse wieder.
- 30./31. Mai: Sanyuanli-Vorfall
- 26./27. August: Schlacht von Amoy
- 29. September bis 1. Oktober: Eroberung von Chusan
- 10. Oktober: Schlacht von Zhenhai

#### Erster Anglo-Afghanischer Krieg
- Frühjahr: William George Keith Elphinstone übernimmt von Willoughby Cotton den Oberbefehl der britischen Truppen in Kabul. William Nott befehligt den gesamten Bereich Sindh und den Süden Afghanistans. Sein Hauptquartier hat er seit Januar in Kandahar.
- August: Die britische Regierung unter Robert Peel reduziert die Zahlungen an die afghanischen Stammesführer und entzieht so deren Unterstützung für die britische Besetzung. Im Laufe des Jahres mehrt sich die Unruhe, genährt von Steuererhöhungen durch König Schah Schudscha und das ausschweifende Leben einiger britischer Offiziere, allen voran Alexander Burnes.
- Am 9. Oktober werden Soldaten der 35th Native Infantry unter Oberst Monteath am Khoord Kabul Pass angegriffen. Daraufhin wird eine Brigade unter Robert Henry Sale nach Dschalalabad verlegt, die am 12. Oktober losmarschiert.
- 2. November: In Kabul versammelte sich eine Menschenmenge vor Alexander Burnes Haus und tötet ihn bei einem Fluchtversuch. Die dabei gezeigte Untätigkeit der Briten ermutigt die Einheimischen zu einem allgemeinen Aufstand und zur Belagerung der britischen Garnison.
- 12. November: Die Brigade unter Robert Henry Sale trifft in Dschalalabad ein und beginnt mit der Belagerung der Stadt.
- Am 23. November unternimmt die britische Garnison in Kabul einen Ausfall, um zwei afghanische Geschütze zu zerstören. Bei einem anschließenden Angriff auf eine in der Nähe gelegene Siedlung erleidet sie starke Verluste und zieht sich zurück. Die Ankunft von Mohammed Akbar, einem Sohn Dost Mohammeds, mit 6.000 Mann in Kabul verschärft die Situation. Mittlerweile stehen etwa 30.000 afghanische Kämpfer rund 4.500 britisch-indischen Truppen gegenüber.
- 23. Dezember: Bei Verhandlungen mit Mohammed Akbar wird der Kolonialbeamte William Macnaghten erschossen. Erneut reagiert der britische Kommandeur Elphinstone nicht. Eldred Pottinger wird neuer britische Verhandlungsführer und akzeptiert die Kapitulation. Einige britische Offiziere sollen nach dem Abzug der Garnison als Geiseln in Kabul verbleiben.

#### Australien
- 26./27. August: Beim Rufus-River-Massaker ermorden weiße Siedler und Schafzüchter 35 Aborigines im Zuge einer „Strafexpedition“.

#### Nordamerika

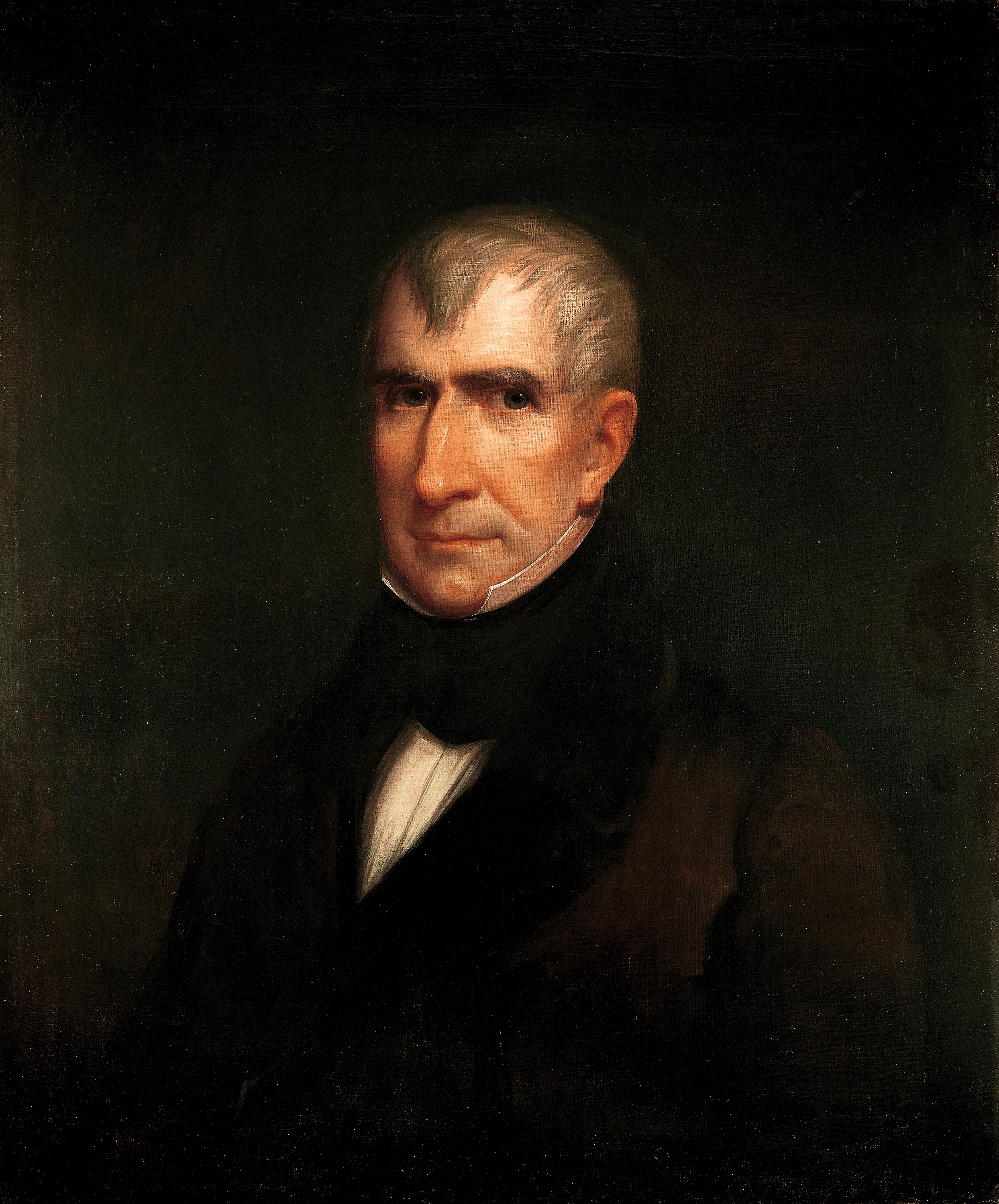
William Henry Harrison

- 4. März: William Henry Harrison wird als neunter US-Präsident in sein Amt eingeführt. Er löst den seit 1837 amtierenden Präsidenten Martin Van Buren ab.
- 4. April: Mit William H. Harrison stirbt der erste US-Präsident im Amt und in der bisher kürzesten Amtsdauer. Todesursache ist eine Lungenentzündung, die sich Harrison bei seiner Inaugurationsrede geholt hat, weil er keinen Mantel als Kälteschutz trug. John Tyler wird als zehnter US-Präsident sein Nachfolger. Mit seiner Haltung, dass er vollwertiger Präsident sei und nicht, wie von manchen angenommen, nur als Vizepräsident präsidiale Vollmachten übernehme, schafft er einen Präzedenzfall für die Nachfolgeregelung für den Präsidenten der Vereinigten Staaten.
- Der Schweizer Abenteurer Johann August Sutter gründet nach seiner Ankunft in Kalifornien auf Land, das er vom mexikanischen Gouverneur zur landwirtschaftlichen Nutzung erhalten hat, die Privatkolonie Neu-Helvetien. Dazu vertreibt er die Ureinwohner von dem Land und erwirbt für 30.000 Piaster die russische Kolonie Fort Ross.

#### Südamerika
- 18. November: In der Schlacht von Ingavi besiegen die Bolivianer unter General José Ballivián Segurola die ins Land eingedrungene peruanische Armee mit Präsident Agustín Gamarra an der Spitze. Nach 50 Minuten ist der Peruanisch-Bolivianische Krieg zu Ende.

### Wirtschaft
- 10. April: Die New York Tribune wird von Horace Greeley gegründet.
- 24. Juni: Die Berliner Schwermaschinenfabrik August Borsig liefert ihre erste Lokomotive aus.
- 5. Juli: Tourismus-Pionier Thomas Cook organisiert die erste gemeinsame Reise in England für 570 Anhänger der Abstinenzbewegung.
- 1. September: Mit der Bahnstrecke Köln–Düren–Aachen werden der Königsdorfer Tunnel und der Burtscheider Viadukt in Betrieb genommen.
- 11. September: Der Maler John Goffe Rand erhält ein US-Patent über die von ihm erfundene Tube, die ursprünglich zum Befüllen mit Farbe gedacht ist.

Wappen Ecuadors mit dem Schiff Guayas

- 9. Oktober: Das erste Dampfschiff in Südamerika, benannt nach dem Fluss Guayas, nimmt an der Westküste des Kontinents seinen Betrieb auf. Der Konstrukteur Vicente Rocafuerte war bis 1839 Staatspräsident Ecuadors. Das Schiff ist im Wappen des Landes verewigt.
- P. T. Barnum übernimmt das American Museum und baut es zu einem der größten Entertainmentkonzerne des 19. Jahrhunderts aus.

### Wissenschaft und Technik
- 16. Oktober: Im kanadischen Kingston (Ontario) wird die Queen’s University gegründet.
- Das Wasserwerk der Kaiser-Ferdinands-Wasserleitung zur Wiener Wasserversorgung nimmt den Teilbetrieb auf.

### Kultur

#### Musik und Theater
- 21. Januar: Uraufführung der komischen Oper Le Guittarero von Fromental Halévy an der Opéra-Comique in Paris
- 11. Februar: Die Uraufführung der Oper Adelia von Gaetano Donizetti findet am Teatro Apollo in Rom statt. Das Libretto verfassten Felice Romani und Girolamo Maria Marini. Die Titelrolle singt Giuseppina Strepponi. Es kommt zu tumultartigen Szenen, da die auf dem Schwarzmarkt verkauften Karten die Sitzplätze bei weitem übersteigen.
- 6. März: Die Oper Les diamants de la couronne (Die Krondiamanten) von Daniel-François-Esprit Auber mit einem Libretto von Eugène Scribe und Jules Henri Vernoy Marquis de Saint-Georges wird an der Opéra-Comique in Paris uraufgeführt. Sie wird eines der erfolgreichsten Werke des Komponisten.
- 13. März: Die Uraufführung der Oper Il proscritto von Otto Nicolai findet am Teatro alla Scala di Milano in Mailand statt. Das Libretto stammt von Gaetano Rossi nach der literarischen Vorlage von Frédéric Soulié. Gemeinsam mit Siegfried Kapper arbeitet der Komponist die Oper in den nächsten Jahren beinahe komplett um.
- 31. März: Die Uraufführung der 1. Sinfonie („Frühlingssinfonie“) von Robert Schumann durch das Gewandhausorchester Leipzig wird vom Publikum sehr gut aufgenommen, Dirigent ist Felix Mendelssohn Bartholdy.

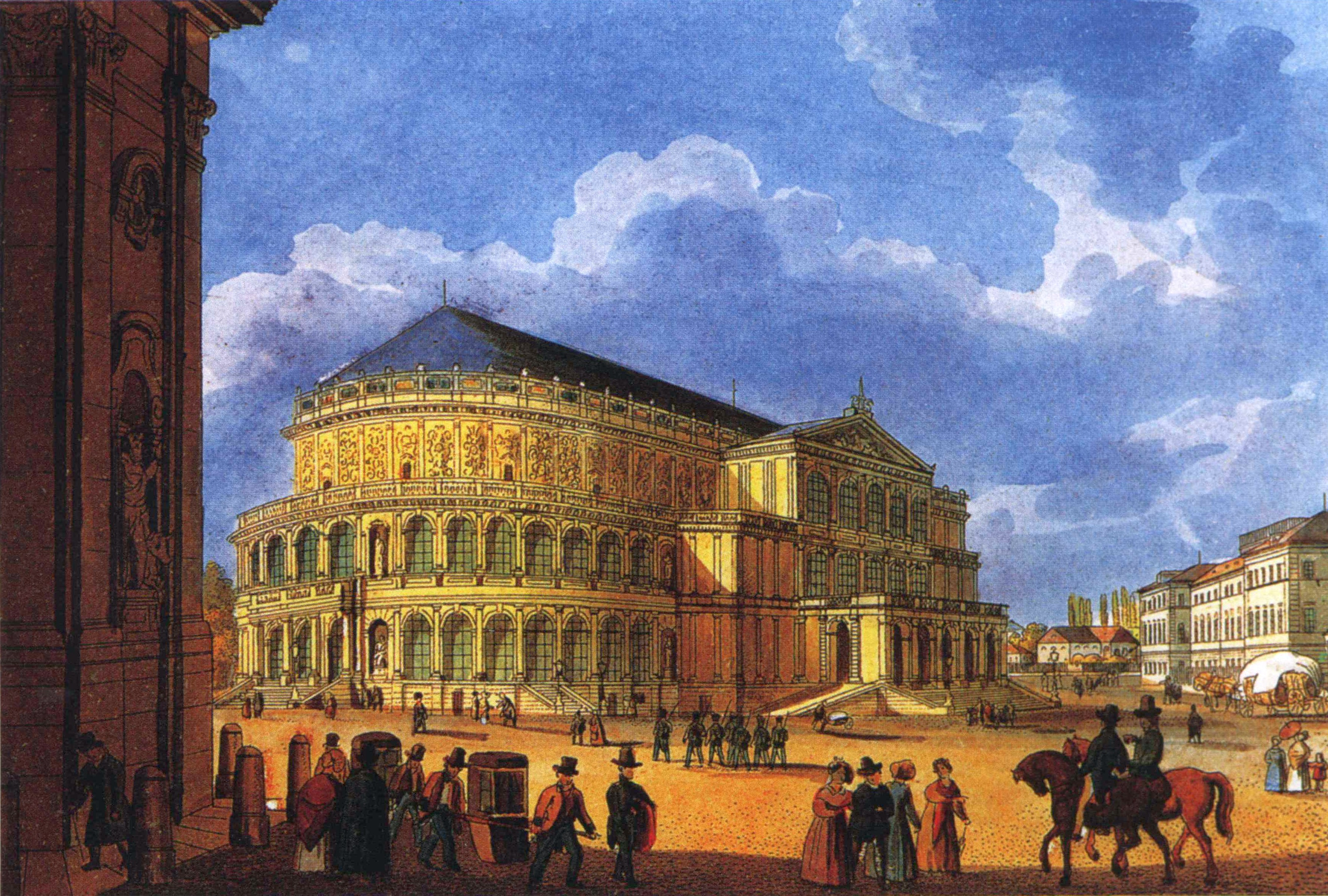
Gottfried Sempers erstes Hoftheater

- 13. April: Das von Gottfried Semper als Nachfolgebau des bisherigen Morettischen Hoftheaters errichtete Königliche Hoftheater in Dresden wird mit Carl Maria von Webers Jubelouvertüre und Johann Wolfgang von Goethes Drama Torquato Tasso eröffnet.
- 22. April: In Salzburg wird der Verein Dommusikverein und Mozarteum gegründet, die Wurzel des heutigen Mozarteums und des Mozarteum-Orchesters Salzburg.

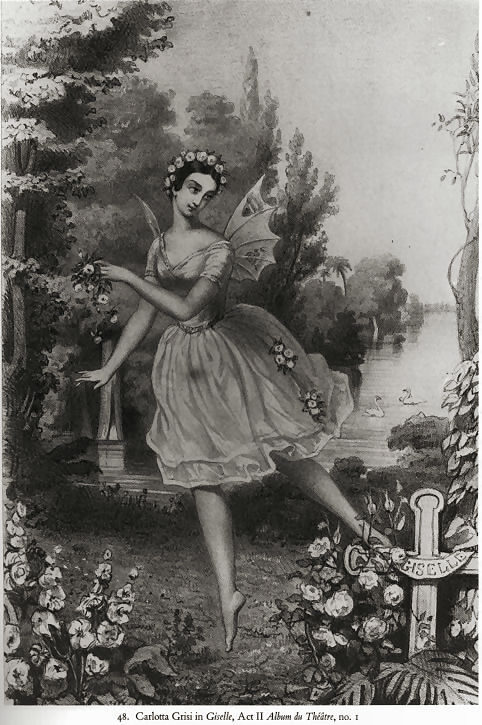
Carlotta Grisi als Giselle

- 28. Juni: Das romantische Ballett Giselle wird in einer Choreografie von Jean Coralli und Jules Perrot an der Pariser Oper uraufgeführt. Die Titelrolle wird von Carlotta Grisi getanzt.
- 26. August: Auf Helgoland verfasst August Heinrich Hoffmann von Fallersleben den Text des Deutschlandliedes.
- 17. Oktober: 13 Jahre nach dem Tod des Komponisten erfolgt die unter der Leitung von Michael Leitermayer erste öffentliche Aufführung der 5. Sinfonie von Franz Schubert in Wien. Im gleichen Rahmen erklingen neben der 5. Sinfonie auch ein Hirtenchor aus dem Singspiel Die Zwillingsbrüder, ein Vokal-Quartett für Männerstimmen, eine Arie aus der Oper Fierrabras sowie eine Hymne und ein Alleluja. Die Aufführung wird allgemein positiv aufgenommen.
- 24. November: Die Posse mit Gesang Das Mädl aus der Vorstadt von Johann Nestroy hat seine Uraufführung am Theater an der Wien bei Wien. Die Musik stammt von Adolf Müller senior. Das Stück läuft mit Erfolg bis 1862.
- 3. Dezember: Uraufführung der tragischen Oper Catarina Cornaro, Königin von Cypern von Franz Lachner in München

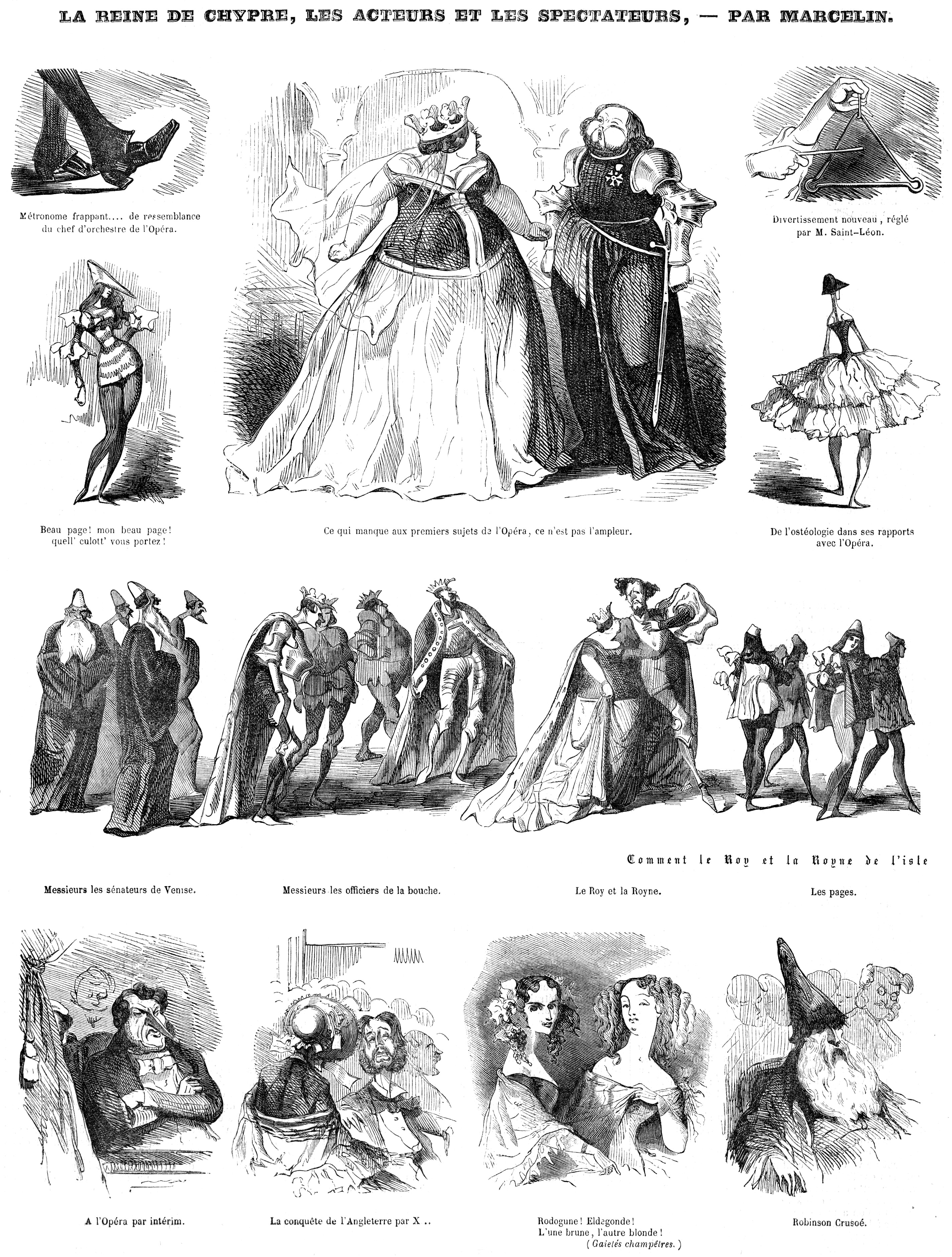
La reine de Chypre, die Darsteller und die Zuschauer; Karikaturen von Émile Marcelin

- 22. Dezember: Die Uraufführung der Oper La reine de Chypre von Fromental Halévy findet in der Salle Le Peletier der Pariser Oper statt. Dirigent ist François-Antoine Habeneck. Die Titelrolle singt Rosine Stoltz. Das Werk wird eines der erfolgreichsten Bühnenwerke des Komponisten.
- 26. Dezember: Die Uraufführung der Oper Maria Padilla von Gaetano Donizetti auf ein Libretto von Gaetano Rossi erfolgt am Teatro alla Scala di Milano in Mailand. Es singen Sophie Löwe, Luigia Abbadia, Domenico Donzelli und Giorgio Ronconi. Noch während der Probenzeit musste der Schluss der Oper geändert werden, weil die Zensur einen Freitod auf offener Bühne nicht erlauben wollte.

#### Sonstiges
- Der Braunschweiger Gewerbeverein gründet das Zeichen-Institut.

### Gesellschaft
- 27. März: Für seine erfolgreiche Vermittlung in der Damaskusaffäre wird Moses Montefiore als Ehrengeschenk ein Tafelaufsatz überreicht.
- 17. Juli: Mit der Feuerwehr Meißen wird die erste Freiwillige Feuerwehr Deutschlands nach heutigem Verständnis gegründet.
- 19. September: Marie Lafarge wird im französischen Tulle wegen des Mordes an ihrem Mann Charles Lafarge zu lebenslanger Zwangsarbeit verurteilt. Es ist das weltweit erste Urteil auf der Grundlage eines toxikologisch-chemischen Beweises.
- Venedig erhält ein eigenes Hausnummernsystem, welches bis heute gültig ist.

### Religion
- 30. April: Mit der Enzyklika Quas vestro mit dem Untertitel Über die Mischehen wendet sich Papst Gregor XVI. an die Prälaten von Ungarn.

### Katastrophen
- 11. März: Der Raddampfer President, das größte Dampfschiff seiner Zeit, verschwindet nach dem Ablegen in New York am 11. März 1841 mit 109 Menschen an Bord spurlos auf dem Nordatlantik.
- 24. September: Beim Eisenbahnunfall von Sonning in England kommen neun Menschen ums Leben, 16 weitere werden schwer verletzt.

### Sport
- 3. September: Erstbesteigung des Großvenedigers, des vierthöchsten Berges Österreichs, durch eine von Josef Schwab geführte Gruppe.

## Geboren

### Januar/Februar
- 02. Januar: Henri Vuilleumier, Schweizer evangelischer Geistlicher und Hochschullehrer († 1925)
- 04. Januar: Emil Ritter von Guttenberg, österreichischer Marschallleutnant und Eisenbahnminister († 1941)
- 05. Januar: Henryk Dobrzycki, polnischer Arzt, Philanthrop und Komponist († 1914)
- 05. Januar: Hermann Heinrich Howaldt, deutscher Bildhauer, Erzgießer und Kupfertreiber († 1891)
- 11. Januar: Otto von Gierke, deutscher Jurist, Rechtshistoriker und Sozialpolitiker († 1921)
- 11. Januar: Wilhelm Fürchtegott Niedermann, Schweizer Journalist und Bühnenautor († 1906)
- 12. Januar: Theodor von Bomhard, bayerischer General der Artillerie († 1945)
- 14. Januar: Berthe Morisot, französische Malerin des Impressionismus († 1895)
- 15. Januar: Frederick Arthur Stanley, Generalgouverneur von Kanada († 1908)
- 17. Januar: Albrecht von Arnim, preußischer Adeliger und Politiker († 1903)
- 18. Januar: Emmanuel Chabrier, französischer Komponist und Pianist († 1894)
- 18. Januar: Paul Mendelssohn Bartholdy, deutscher Chemiker († 1880)
- 20. Januar: Gaetano Fabiani, italienischer Musiker und Komponist († 1904)
- 25. Januar: John Arbuthnot Fisher, britischer Seelord und Admiral († 1920)
- 28. Januar: Martin Joseph Schlimbach, deutscher Orgelbauer († 1914)

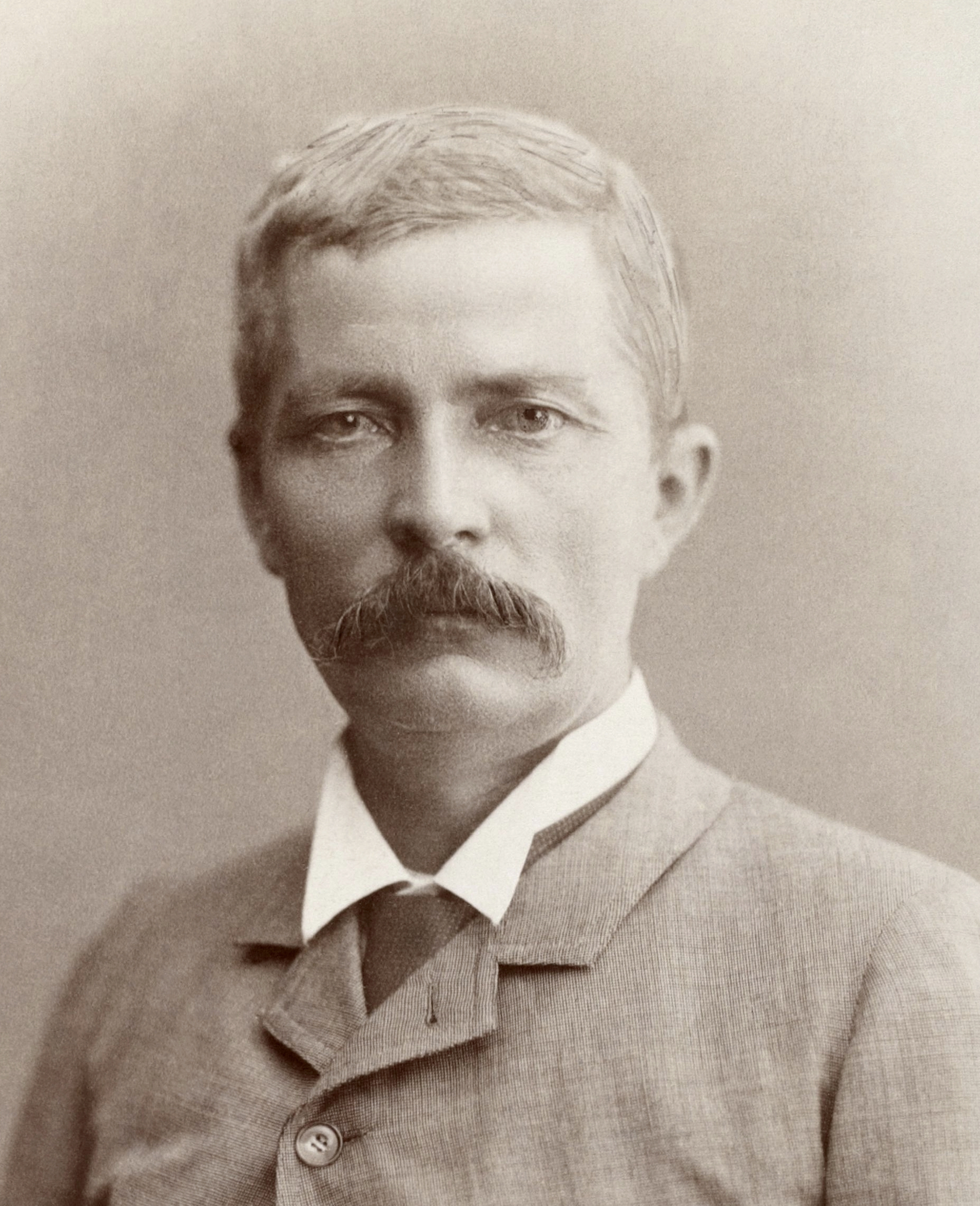
Henry Morton Stanley

- 28. Januar: Henry Morton Stanley, britisch-US-amerikanischer Journalist, Afrikaforscher und Buchautor († 1904)
- 28. Januar: Victor Ernst Nessler, deutscher Komponist († 1890)
- 30. Januar: Ernst Formes, deutscher Theaterschauspieler († 1898)
- 30. Januar: Félix Faure, französischer Präsident († 1899)
- 30. Januar: Samuel Loyd, US-amerikanischer Spiele-Erfinder und Rätselspezialist († 1911)
- 31. Januar: Paul von Collas, deutscher General der Infanterie, Gouverneur von Mainz († 1910)
- 02. Februar: François-Alphonse Forel, Schweizer Arzt, Naturforscher und Gründer der Limnologie († 1912)
- 07. Februar: Hermann Menge, deutscher Autor der Menge-Bibel († 1939)
- 08. Februar: José Sebastião Neto, Patriarch von Lissabon († 1920)
- 09. Februar: Quintin Steinbart, deutscher Schulleiter († 1912)
- 10. Februar: Walter Parratt, englischer Organist, Musikpädagoge, Kirchenmusiker und Komponist († 1924)
- 11. Februar: Malachia Ormanian, armenischer Erzbischof und Patriarch von Konstantinopel der Armenischen Apostolischen Kirche († 1918)
- 16. Februar: John Emory Andrus, US-amerikanischer Politiker († 1934)
- 16. Februar: Ferdinand von Droste zu Hülshoff, deutscher Ornithologe und Schriftsteller († 1874)
- 18. Februar: Samuel Prowse Warren, kanadischer Organist und Komponist († 1915)
- 19. Februar: Elfrida Andrée, schwedische Organistin und Komponistin († 1929)
- 19. Februar: Frieda Amerlan, deutsche Schriftstellerin († 1924)
- 21. Februar: Hugo Licht, deutscher Architekt und Stadtbaurat in Leipzig († 1923)
- 21. Februar: Georg Christian Wilhelm Meyer, deutscher Rechtswissenschaftler und Politiker († 1900 )
- 24. Februar: Levi K. Fuller, US-amerikanischer Politiker († 1896)

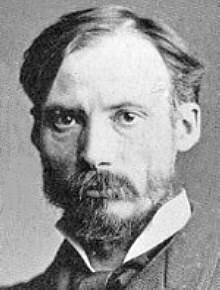
Pierre-Auguste Renoir

- 25. Februar: Pierre-Auguste Renoir, französischer Maler des Impressionismus († 1919)
- 26. Februar: Evelyn Baring, Earl of Cromer, Generalkonsul von Ägypten († 1917)

### März/April
- 01. März: Blanche Bruce, US-amerikanischer Politiker († 1898)
- 01. März: Romualdo Marenco, italienischer Musiker und Komponist († 1907)
- 02. März: Karl Ackermann, deutscher Lehrer und Naturforscher († 1903)
- 03. März: John Murray, britischer Ozeanograph († 1914)
- 06. März: Alfred Cornu, französischer Physiker († 1902)
- 08. März: Gregor Münst, deutscher Verwaltungsbeamter († 1908)
- 10. März: Ina Coolbrith, US-amerikanische Dichterin († 1928)
- 11. März: Franz Misteli, Schweizer Altphilologe und Sprachwissenschaftler († 1903)
- 13. März: Karl Ernst Schrod, deutscher Weihbischof († 1914)
- 15. März: Friedrich Krafft von Crailsheim, bayerischer Politiker († 1926)
- 15. März: Bernhard Heisterbergk, deutscher Althistoriker und Klassischer Philologe († 1898)
- 19. März: Georg von Hauberrisser, deutsch-österreichischer Architekt († 1922)
- 21. März: Félix-Jules-Xavier Jourdan de la Passardière CO, französischer Ordensgeistlicher und römisch-katholischer Weihbischof († 1913)
- 22. März: Anastasios Christomanos, griechischer Chemiker und Rektor der Universität Athen († 1906)
- 24. März: Georg Howaldt, deutscher Ingenieur und Kommerzienrat († 1909)
- 01. April: Ahmed Urabi Pascha, ägyptischer Offizier und Politiker, Führer der Urabi-Bewegung († 1911)
- 02. April: Clément Ader, französischer Flugpionier († 1925)
- 03. April: Julius Ehrentraut, deutscher Maler († 1923)
- 03. April: Hermann Carl Vogel, deutscher Astrophysiker († 1907)
- 04. April: Johann Traugott Sterzel, deutscher Paläontologe († 1914)
- 09. April: William George Aston, britischer Konsularbeamter († 1911)
- 09. April: Hermann Junge, deutscher Gewerkschafter und Politiker († 1924)
- 13. April: Louis-Ernest Barrias, französischer Bildhauer († 1905)
- 15. April: Henry Harrison Aplin, US-amerikanischer Politiker († 1910)
- 16. April: Louis Evans Atkinson, US-amerikanischer Politiker († 1910)
- 17. April: Wilhelmine Amalie Wöhler, deutsche Malerin († 1887)
- 20. April: John A. Mead, US-amerikanischer Politiker († 1920)
- 22. April: Edgar Demange, französischer Jurist († 1925)
- 24. April: Johann Rudolf Rahn, Schweizer Denkmalpfleger und Kunstforscher († 1912)
- 25. April: Franz Fauth, deutscher Pädagoge († 1905)
- 26. April: Wilhelm Scherer, österreichischer Germanist († 1886)
- 27. April: Friedrich Adolph Gumpert, deutscher Hornist und Professor († 1906)
- 28. April: Carl Göring, deutscher Philosoph und Schachspieler († 1879)
- 29. April: Francis Grenfell, 1. Baron Grenfell, britischer Feldmarschall († 1925)

### Mai/Juni
- 05. Mai: Achille Bizzoni, italienischer Journalist, Übersetzer und Schriftsteller († 1903)
- 05. Mai: Auguste Marmier, Schweizer Jurist und Politiker († 1894)
- 05. Mai: Ernst Ziel, deutscher Schriftsteller und Redakteur († 1921)
- 06. Mai: Georg Schleusner, deutscher evangelischer Geistlicher († 1911)
- 07. Mai: Gustave Le Bon, französischer Arzt und Soziologe († 1931)
- 11. Mai: Ernst von Possart, deutscher Schauspieler († 1921)
- 16. Mai: Hermann Joseph Schmitz, Weihbischof in Köln († 1899)
- 16. Mai: Christophe Thivrier, französischer Politiker († 1895)
- 19. Mai: Adolf Ferdinand Weinhold, deutscher Chemiker und Physiker († 1917)
- 25. Mai: Louis Aronstein, deutscher Physiker und Chemiker († 1913)
- 28. Mai: Josiah Grout, US-amerikanischer Politiker († 1925)
- 29. Mai: Robert Anderson, Beamter des Scotland Yard und Theologe († 1918)
- 31. Mai: William Rockefeller, US-amerikanischer Wirtschaftsmagnat († 1922)
- 03. Juni: Otto Wartmann-Kägi, Schweizer Kaufmann im Orient († 1882)
- 04. Juni: Karl Binding, deutscher Professor für Strafrecht († 1920)
- 11. Juni: William B. Shattuc, US-amerikanischer Politiker († 1911)
- 18. Juni: Katharina Brandis, deutsche Malerin († 1928)
- 18. Juni: Lester Frank Ward, US-amerikanischer Soziologe († 1913)
- 20. Juni: Anna Wohlwill, deutsche Pädagogin († 1919)
- 21. Juni: Hermann Philipp Adolf Karl von Arnswaldt, deutscher Offizier, Landwirt und Politiker († 1910)

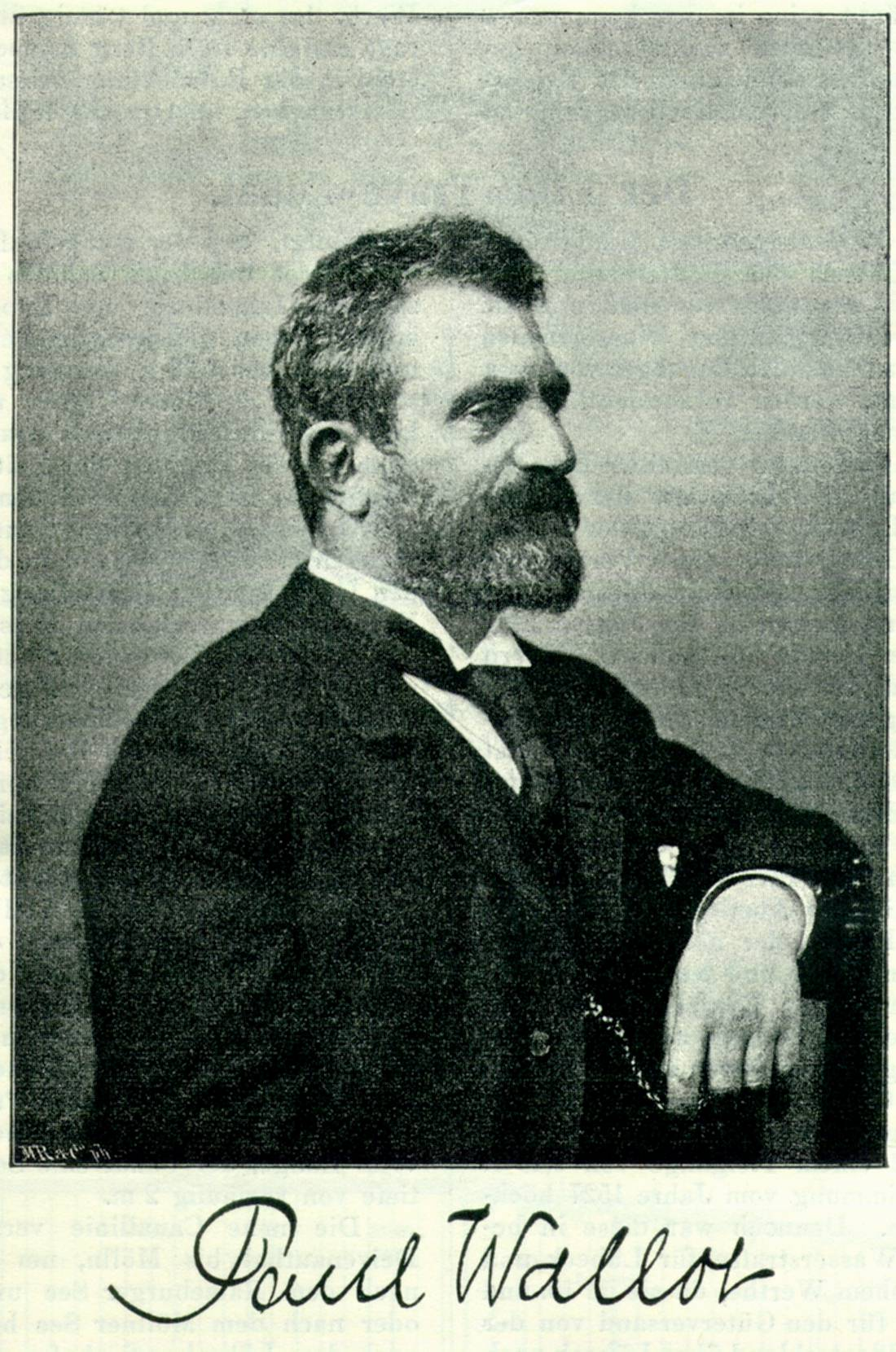
Paul Wallot

- 26. Juni: Paul Wallot, deutscher Architekt († 1912)
- 28. Juni: Marie Bonnevial, französische Feministin († 1918)
- 29. Juni: Jakob Lüthy, Schweizer Unternehmer und Politiker († 1914)
- 29. Juni: Eliska Vincent, französische Feministin († 1914)

### Juli/August
- 04. Juli: William Thierry Preyer, englischer Physiologe († 1897)
- 08. Juli: Ernst Matthias von Köller, deutscher Politiker der Kaiserzeit († 1928)
- 08. Juli: Johann Carl Weck, deutscher Produzent der Weck-Gläser († 1914)
- 13. Juli: Otto Wagner, österreichischer Architekt († 1918)
- 15. Juli: Tjalling Halbertsma, niederländischer Gynäkologe und Geburtshelfer († 1898)
- 15. Juli: Heinrich Thalboth, österreichischer Schauspieler, Regisseur und Dramatiker († 1896)
- 18. Juli: Henriette Johanne Marie Müller, Hamburger Original († 1916)
- 22. Juli: Henriette Auegg, österreichische Schriftstellerin, Erzieherin und Pflegerin († 1912)
- 24. Juli: Francisco António da Veiga Beirão, portugiesischer Politiker († 1916)
- 28. Juli, Anna Stainer-Knittel, österreichische Porträt- und Blumenmalerin, Vorbild für den Roman Die Geier-Wally († 1915)
- 31. Juli: Fritz Schaper, deutscher Bildhauer († 1919)
- 31. Juli: Julius Spohn, württembergischer Mäzen, Textil- und Zementunternehmer († 1919)
- 01. August: Eduard Herzog, erster christkatholischer Bischof der Schweiz († 1924)
- 04. August: William Henry Hudson, argentinisch-britischer Ornithologe und Schriftsteller († 1922)
- 05. August: Eduard Orel, österreichischer Entdecker, Polarforscher und Wissenschaftler (†  1892)
- 12. August: Franz Schwechten, deutscher Architekt († 1924)
- 18. August: Lothar Anton Alfred Pernice, Professor für römisches Recht († 1901)
- 25. August: Theodor Kocher, Schweizer Chirurg und Nobelpreisträger († 1917)
- 28. August: Bernhard Listemann, deutsch-amerikanischer Geiger und Musikpädagoge († 1917)
- 28. August: Julius Stinde, deutscher Chemiker, Journalist und Schriftsteller († 1905)
- 28. August: John Ferguson Weir, US-amerikanischer Maler, Bildhauer und Autor († 1926)
- 31. August: Carl Rasmussen, dänischer Maler († 1893)

### September/Oktober
- 02. September: Hermann Laurent, französischer Mathematiker († 1908)
- 02. September: Julius Payer, österreichisch-ungarischer Polar- und Alpenforscher († 1915)

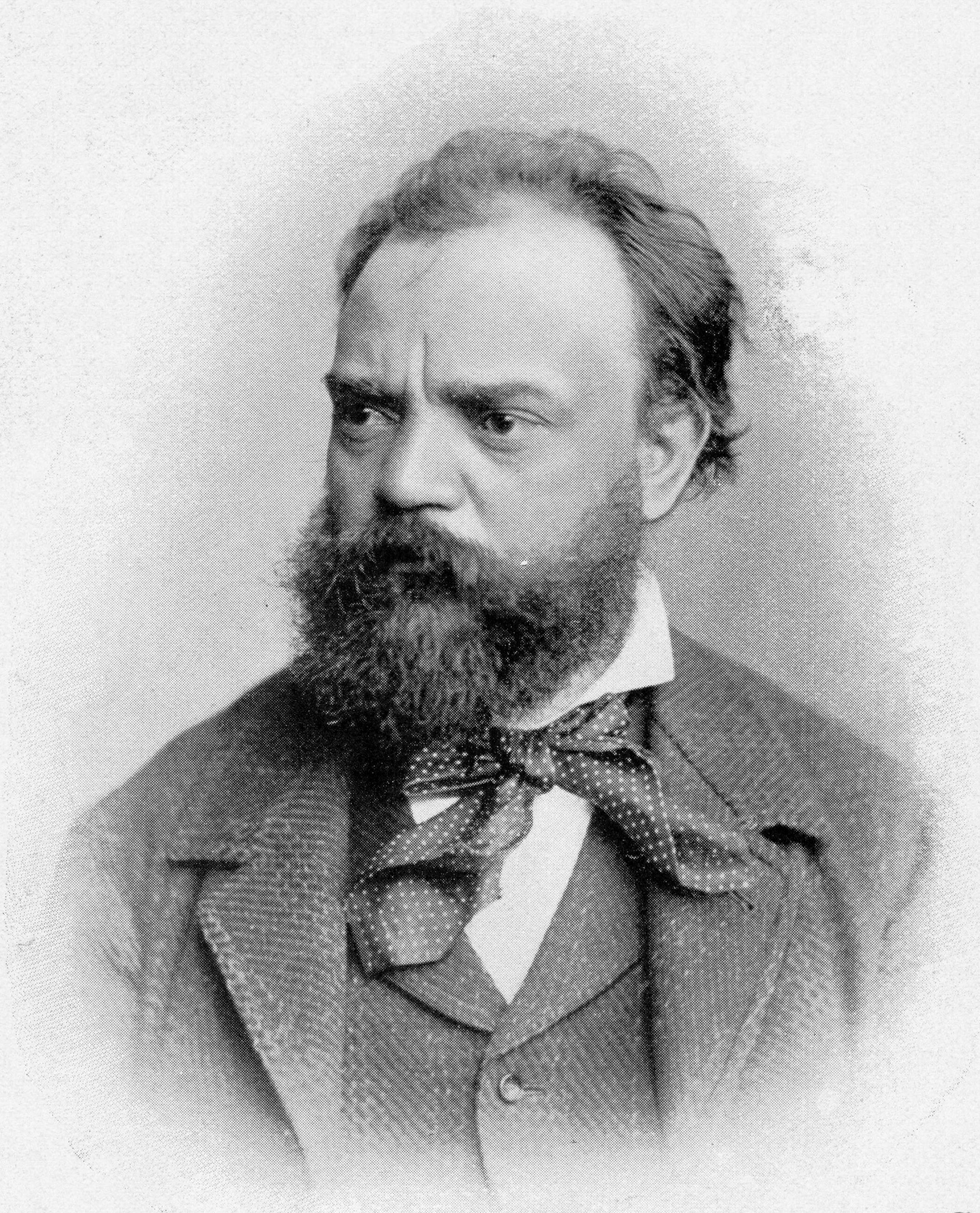
Antonín Dvořák

- 08. September: Antonín Dvořák, tschechischer Komponist († 1904)
- 23. September: Konrad Fiedler, deutscher Theoretiker der bildenden Kunst († 1895)
- 28. September: Georges Clemenceau, französischer Politiker († 1929)
- 01. Oktober: Hermann Credner, deutscher Geowissenschaftler († 1913)
- 04. Oktober: Stephen Albert Emery, US-amerikanischer Komponist und Musikpädagoge († 1891)
- 04. Oktober: Marie, bayrische Herzogin, Königin beider Sizilien und Neapel († 1925)
- 06. Oktober: John Philo Hoyt, US-amerikanischer Politiker († 1926)
- 10. Oktober: Hugo Dihm, preußischer Offizier und Bürgermeister († 1899)
- 10. Oktober: Lamar Fontaine, amerikanischer Schriftsteller († 1921)
- 11. Oktober: Friedrich Hegar, Schweizer Komponist und Dirigent († 1927)
- 12. Oktober: Léon Herpin, französischer Maler († 1880)
- 15. Oktober: Sawwa Mamontow, russischer Industrieller und Mäzen († 1918)
- 16. Oktober: Itō Hirobumi, japanischer Politiker und Staatsmann; 1., 5., 7. und 10. Premierminister († 1909)
- 18. Oktober: Bishop W. Perkins, US-amerikanischer Politiker († 1894)
- 26. Oktober: Theodor Oppolzer, österreichischer Astronom böhmischer Herkunft († 1886)
- 29. Oktober: William A. Harris, US-amerikanischer Politiker († 1909)
- 29. Oktober: Rudolph Sohm, deutscher Rechtswissenschaftler († 1917)

### November/Dezember
- 01. November: Charles Anne Laisant, französischer Politiker und Mathematiker († 1920)
- 01. November: Minna Cauer, deutsche Pädagogin und Frauenrechtlerin († 1922)
- 02. November: Conrad Willgerodt, deutscher Chemiker († 1930)
- 04. November: Carl Tausig, polnischer Pianist, Komponist und Musikpädagoge († 1871)
- 04. November: Giuseppe Callegari, Bischof von Padua und Kardinal der römisch-katholischen Kirche († 1906)
- 06. November: Armand Fallières, französischer Staatsmann und Politiker († 1931)
- 08. November: Jan Otto, tschechischer Verleger († 1916)

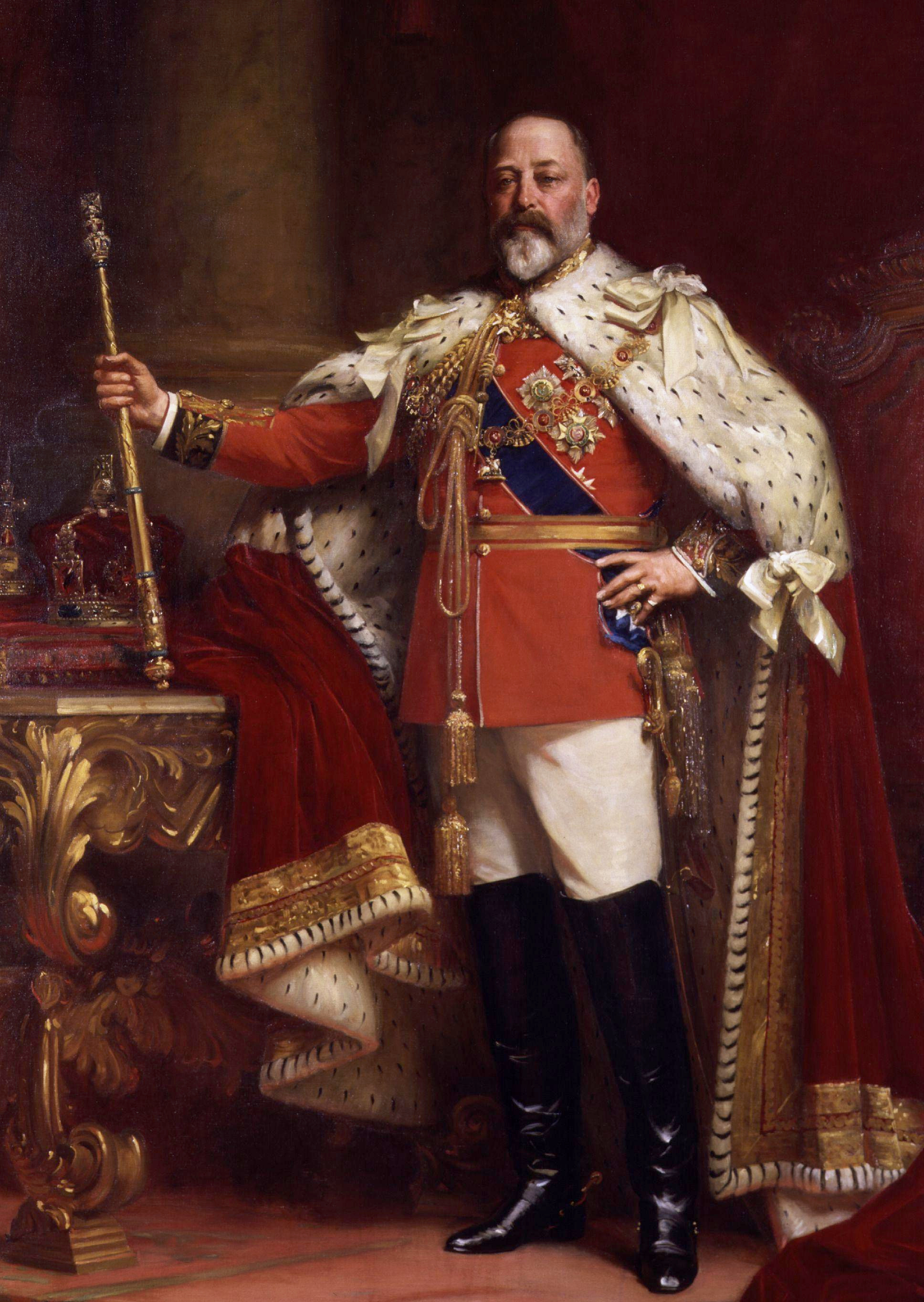
König Eduard VII. von Großbritannien

- 09. November: Eduard VII., britischer König († 1910)
- 12. November: Preston Lea, US-amerikanischer Politiker († 1916)
- 13. November: Paul Aeby, Schweizer Politiker († 1898)
- 13. November: Lucius F. C. Garvin, US-amerikanischer Politiker († 1922)
- 19. November: Wilhelm Schröder, deutscher Jurist († 1896)
- 20. November: Carl Berner, norwegischer Politiker († 1918)
- 20. November: Victor D’Hondt, belgischer Jurist († 1901)
- 20. November: Wilfrid Laurier, kanadischer Politiker und Premierminister († 1919)
- 22. November: Gustav Haensel, Stadtverordnetenvorsteher und Ehrenbürger von Pirna († 1923)
- 25. November: Ernst Schröder, deutscher Mathematiker und Logiker († 1902)
- 26. November: Giovanni Battista Piamarta, Seliger, italienischer Priester und Ordensgründer († 1913)
- 28. November: Chrétien Waydelich, französischer Krocketspieler und Olympiasieger († 1917)
- 01. Dezember: Leon Pohle, deutscher Maler († 1908)
- 06. Dezember: Frédéric Bazille, französischer Maler († 1870)
- 06. Dezember: Carl August von der Meden, erster Präsident des deutschen Tennisbundes († 1911)
- 10. Dezember: Johann Georg Berlinger, Schweizer Textilfabrikant, Oberst und Politiker († 1900)
- 10. Dezember: Agnes Wabnitz, deutsche Frauenrechtlerin († 1894)
- 10. Dezember: Joseph Henry Blackburne, britischer Schachgroßmeister († 1924)
- 11. Dezember: Carl Spindler, deutscher Unternehmer († 1902)
- 12. Dezember: Hans Karl Georg Otto Heinrich Felix von Arnim, preußischer Politiker († 1914)
- 14. Dezember: Louis Pio, dänischer Sozialistenführer († 1894)
- 14. Dezember: Louise Héritte-Viardot, französische Komponistin, Pianistin und Sängerin († 1918)
- 16. Dezember: Anders Andersen-Lundby, dänischer Kunstmaler († 1923)
- 20. Dezember: Ferdinand Buisson, französischer Pädagoge († 1932)
- 22. Dezember: Otto Piper, deutscher Jurist, Kunsthistoriker, Bürgermeister († 1921)
- 22. November: Karl Marbach, katholischer Weihbischof in Straßburg († 1916)
- 23. Dezember: Ignacio Agramonte Loynaz, kubanischer Politiker und Revolutionär († 1873)
- 24. Dezember: Julian Treumann, deutscher Chemiker († 1910)
- 26. Dezember: Anton Abt, deutscher Theologe und Erzähler († 1895)
- 27. Dezember: Philipp Spitta, deutscher Musikwissenschaftler und Bachbiograph († 1894)

### Genaues Geburtsdatum unbekannt
- Diego Dublé Almeida, chilenischer General und Politiker († 1922)
- Michael Arzt, deutscher Unternehmer († 1911)
- Julie von Asten, österreich-deutsche Pianistin und Klavierlehrerin († 1923)

## Gestorben

### Januar bis März
- 03. Januar: Andreas Stanislaus von Hatten, Bischof von Ermland (* 1763)
- 04. Januar: Thomas Rickman, britischer Architekt (* 1776)
- 06. Januar: Benedikt Arnstein, österreichischer Schriftsteller (* 1758)
- 06. Januar: Tani Bunchō, japanischer Maler und Dichter (* 1763)
- 20. Januar: Minh Mạng, zweiter Kaiser der vietnamesischen Nguyễn-Dynastie (* 1791)
- 29. Januar: Christoph Friedrich Dörr, württembergischer Maler und Zeichenlehrer (* 1782)
- 01. Februar: Johann Friedemann Greiner, deutscher Glashüttenbesitzer, Porzellanfabrikant und Landtagsabgeordneter (* 1761)
- 06. Februar: Anton Hasenhut, österreichischer Schauspieler und Komiker (* 1766)
- 09. Februar: Chrystian Piotr Aigner, polnischer Architekt (* 1756)
- 10. Februar: Josef Alois Gleich, österreichischer Beamter und Theaterdichter (* 1772)
- 11. Februar: Ferdinand Johann von Olivier, deutscher Maler (* 1785)
- 13. Februar: Thomas Ainsworth, englischer Ingenieur (* 1795)
- 14. Februar: Joseph Anderwert, schweizerischer Politiker (* 1767)
- 14. Februar: Antun Sorkočević, kroatischer Komponist, Schriftsteller und Diplomat (* 1775)
- 17. Februar: Ferdinando Carulli, italienischer Komponist und Gitarrist (* 1770)
- 19. Februar: Amalie von Nassau-Weilburg, Fürstin von Anhalt-Bernburg-Schaumburg-Hoym (* 1776)
- 19. Februar: Christine Friederike Auguste, Kurfürstin von Hessen (* 1780)
- 19. Februar: Sebastian Fahrländer, Schweizer Arzt und Politiker (* 1768)

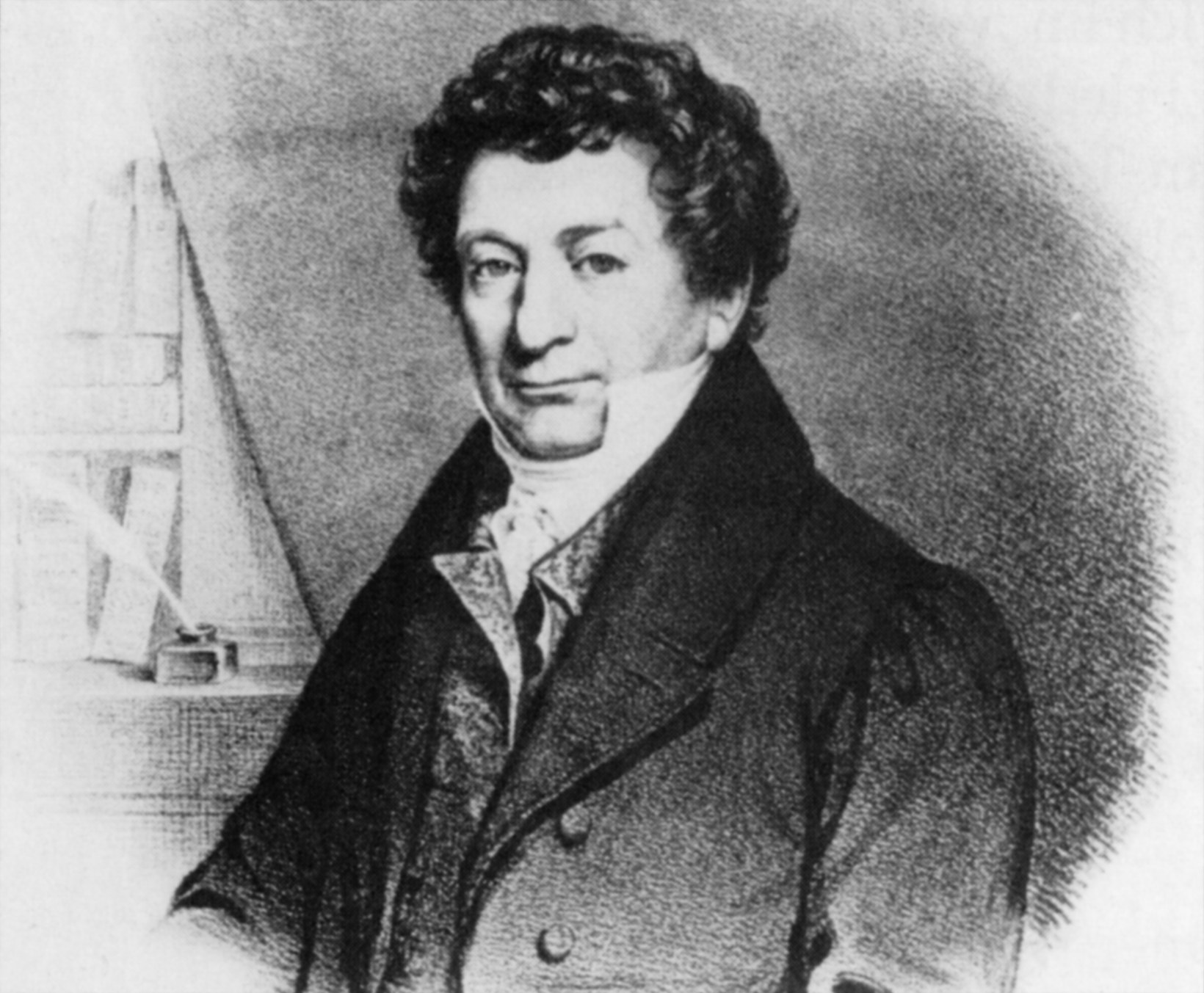
Friedrich Wilhelm Adam Sertürner

- 20. Februar: Friedrich Wilhelm Adam Sertürner, deutscher Apotheker und Entdecker des Morphiums (* 1783)
- 21. Februar: Dorothea Tieck, deutsche Shakespeare-Übersetzerin (* 1799)
- 22. Februar: Louis Joseph de Vichery, französischer General (* 1767)
- 25. Februar: Philip Pendleton Barbour, US-amerikanischer Politiker (* 1783)
- 28. Februar: Claude François Chauveau-Lagarde, französischer Advokat (* 1756)
- 01. März: Claude-Victor Perrin gen. Victor, Marschall von Frankreich  (* 1764)
- 08. März: Christoph August Tiedge, deutscher Dichter (* 1752)
- 11. März: Giovanni Antonio Antolini, italienischer Baumeister, Architekt und Ingenieur (* 1753)
- 11. März: Wilhelmine Halberstadt, deutsche Pädagogin und Schriftstellerin (* 1776)
- 16. März: Félix Savart, französischer Arzt und Physiker (* 1791)
- 17. März: Johann Anton August Weitsch, deutscher Maler und Museumsinspektor (* 1762)
- 22. März: Tokugawa Ienari, 11. Shōgun der Edo-Zeit in Japan  (* 1773)
- 25. März: Karl von Einsiedel, deutscher Diplomat (* 1770)
- 31. März: Eduard Gurk, österreichischer Maler (* 1801)

### April bis August
- 02. April: Gustav von Rauch, preußischer General und Kriegsminister (* 1774)
- 03. April: Christian Gottlieb Konopack, deutscher Rechtswissenschaftler (* 1767)

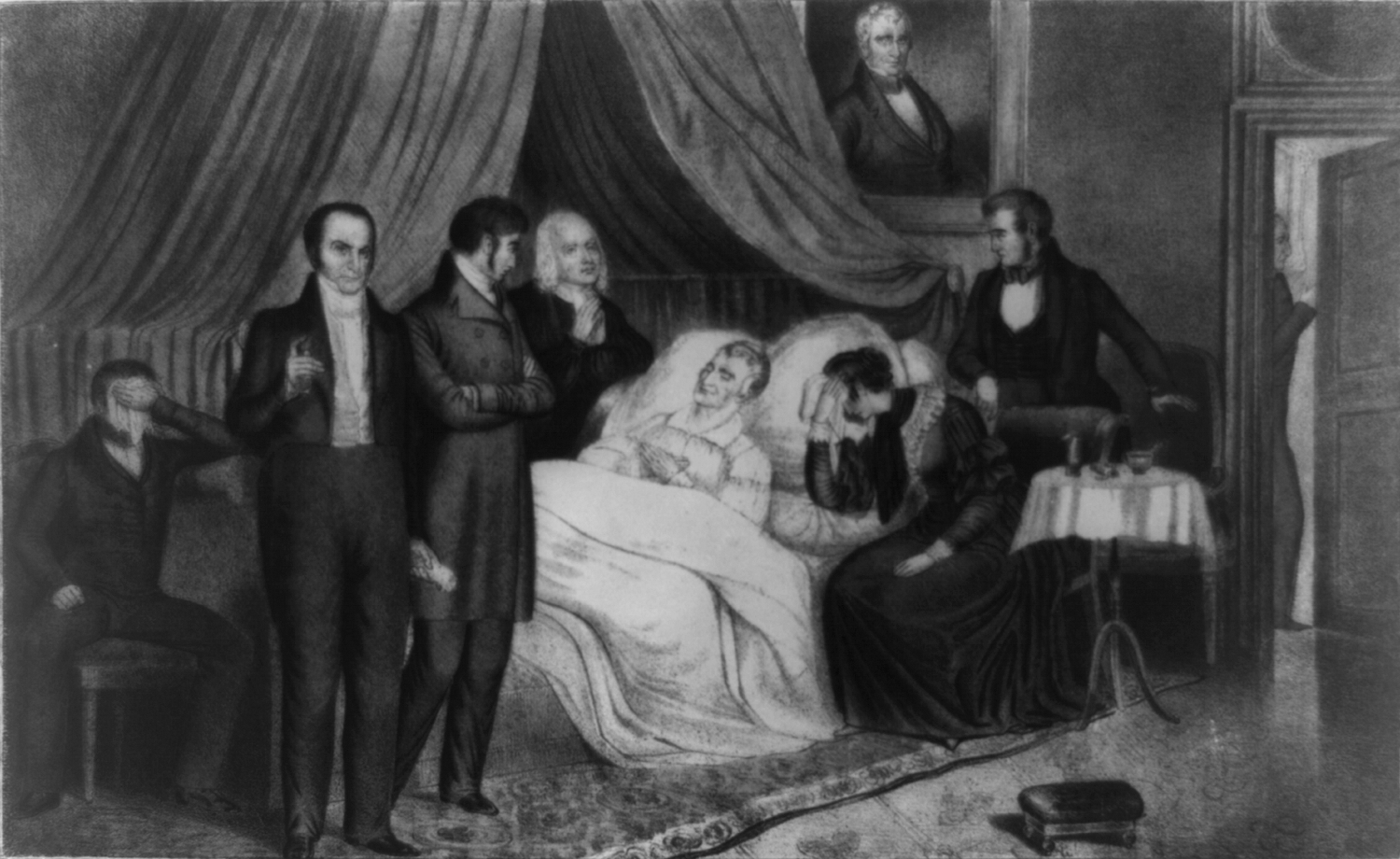
William Henry Harrison auf dem Sterbebett

- 04. April: William Henry Harrison, US-amerikanischer General und 9. Präsident der USA (* 1773)
- 22. April: Carl Gottlob Abela, deutscher Musiker (* 1803)
- 27. April: Félix Baciocchi, Schwager Napoleons und Fürst von Lucca und Piombino (* 1762)
- 28. April: Johann Christian Wilhelm Augusti, deutscher Theologe, Archäologe und Orientalist (* 1771)
- 28. April: Pierre Chanel, französischer katholischer Missionar und Märtyrer (* 1803)
- 29. April: Aloysius Bertrand, französischer Dichter (* 1807)
- 30. April: Peter Andreas Heiberg, dänischer Satiriker (* 1758)
- 23. Mai: Franz von Baader, deutscher Arzt, Bergbauingenieur und Philosoph (* 1765)
- 27. Mai: Ernst-Wilhelm Arnoldi, deutscher Kaufmann (* 1778)
- 31. Mai: George Green, britischer Mathematiker und Physiker (* 1793)
- 01. Juni: Nicolas Appert, französischer Konditor und Erfinder (* 1749)
- 01. Juni: David Wilkie, britischer Maler (* 1785)
- 08. Juni: Wilhelm Nikolai Böhtlingk, deutschbaltischer Quartärgeologe und Geomorphologe (* 1809)
- 26. Juni: Viktoria Hedwig Karoline von Anhalt-Bernburg-Schaumburg-Hoym, Freifrau von Bärental und Marquise de Favras (* 1749)
- 27. Juni: William Austin, US-amerikanischer Rechtsanwalt, Politiker und Schriftsteller (* 1778)
- 29. Juni: Friederike zu Mecklenburg[-Strelitz], Tochter des Herzogs Karl II. zu Mecklenburg[-Strelitz] (* 1778)
- 03. Juli: Humphrey Marshall, US-amerikanischer Politiker (* 1760)
- 27. Juli: Michail Lermontow, russischer Dichter (* 1814)
- 07. August: James Lanman, US-amerikanischer Politiker (* 1767)
- 13. August: Bernhard Heinrich Romberg, deutscher Cellist und Komponist (* 1767)
- 14. August: Johann Friedrich Herbart, deutscher Philosoph, Psychologe und Pädagoge (* 1776)

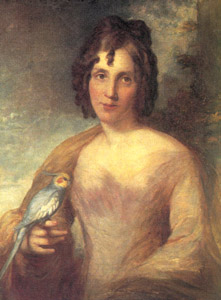
Elizabeth Gould (1804–1841)

- 15. August: Elizabeth Gould, britische Illustratorin (* 1804)
- 18. August: Jonathan Friedrich Bahnmaier, deutscher Theologe und Kirchenlieddichter (* 1774)
- 26. August: Ignaz von Seyfried, österreichischer Komponist (* 1776)
- 30. August: Claude-Fortuné Ruggieri, französischer Feuerwerker (* 1777)
- 31. August: Johann Georg Christian Apel, deutscher Organist und Komponist (* 1775)

### September bis Dezember
- 12. September: Jean-Conrad Hottinguer, Schweizer und später französischer Bankier, Unternehmer und Politiker (* 1764)
- 14. September: Alessandro Rolla, italienischer Violinspieler und Komponist (* 1757)
- 16. September: Newton Cannon, amerikanischer Politiker, Gouverneur von Tennessee (* 1781)
- 19. September: Mauatua, tahitianische Siedlerin auf Pitcairn
- 24. September: Karl Stülpner, erzgebirgischer Volksheld (* 1762)
- 28. September: Johann Georg von Dillis, deutscher Maler (* 1759)
- 30. September: Johann Baptist Türk, österreichischer Freiheitskämpfer (* 1775)
- 02. Oktober: Honoré V., Fürst von Monaco (* 1778)

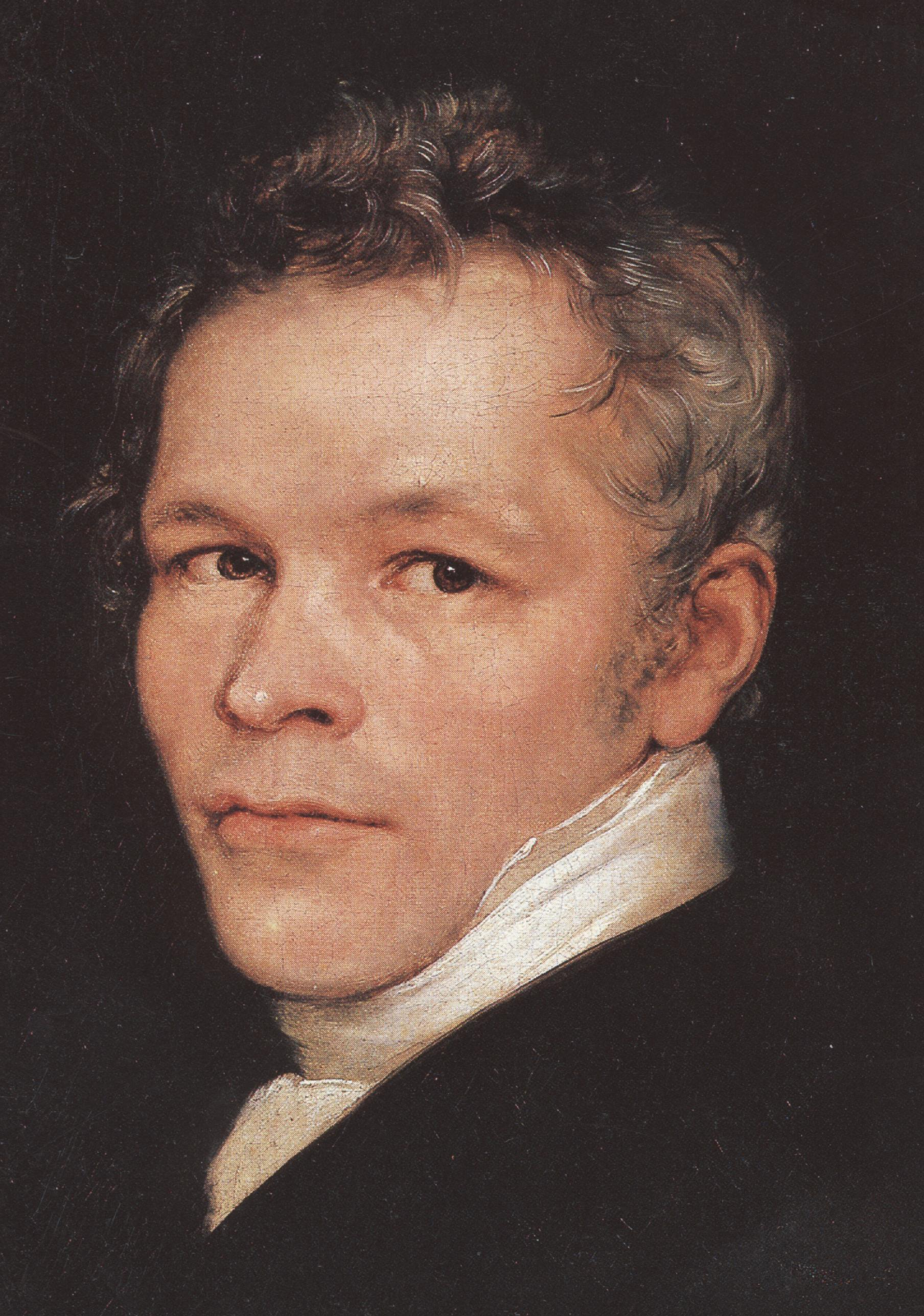
Karl Friedrich Schinkel, 1826

- 09. Oktober: Karl Friedrich Schinkel, preußischer Architekt und Maler (* 1781)
- 17. Oktober: Amalie Zephyrine von Salm-Kyrburg, Fürstin von Hohenzollern-Sigmaringen (* 1760)
- 18. Oktober: Eberhard Gottlieb Graff, deutscher Sprachforscher (* 1780)
- 20. Oktober: Manuel Montes de Oca, spanischer Militär und Politiker (* 1804)
- 21. Oktober: John Forsyth, US-amerikanischer Politiker (* 1780)
- 23. Oktober: Leonid von Optina, Mönch, Seelsorger und Heiliger der russisch-orthodoxen Kirche (* 1768)
- 27. Oktober: Johann Georg Bürgy, deutscher Orgelbauer (* 1771)
- 28. Oktober: Johan August Arfwedson, schwedischer Chemiker (* 1792)
- 000Oktober: Starez Leonid, russischer Mönch und Seelsorger (* 1768)
- 02. November: Alexander Burnes, britischer Reisender und Entdecker (* 1805)
- 05. November: Michel Gaudin, französischer Finanzminister (* 1756)
- 09. November: Jean Victor Audouin, französischer Naturforscher, Entomologe und Ornithologe (* 1797)
- 14. November: Thomas Bruce, 7. Earl of Elgin, britischer Diplomat (* 1788)
- 16. November: Emmanuel Théaulon, französischer Dramatiker und Librettist (* 1787)
- 18. November: Agustín Gamarra, Staatspräsident von Peru (* 1785)
- 25. November: Francis Leggatt Chantrey, britischer Bildhauer, Maler und Zeichner (* 1781)
- 08. Dezember: Johann Heinrich Dannecker, deutscher Bildhauer (* 1758)
- 14. Dezember: Samuel McKean, US-amerikanischer Politiker (* 1787)
- 18. Dezember: Josef Derossi, österreichischer Schauspieler (* 1768)
- 22. Dezember: Daniil Kaschin, russischer Komponist (* 1769)

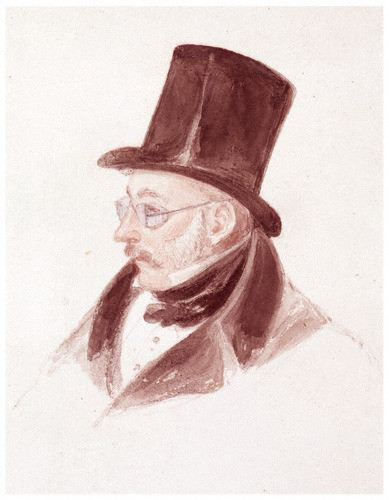
William Hay Macnaghten

- 23. Dezember: William Macnaghten, britischer Beamter und Diplomat (* 1793)
- 27. Dezember: Joseph Leonhard Knoll, böhmischer Pädagoge (* 1775)
- 31. Dezember: Georg Anton Friedrich Ast, deutscher klassischer Philologe und Philosoph (* 1778)

### Genaues Sterbedatum unbekannt
- Christoph Franz Dangel, deutscher Jurist und Politiker (* 1769)